# Teyen
Teyen (en turcomano: Tejen; en ruso: Теджен) es una ciudad de Turkmenistán, capital del distrito de Teyen en la provincia de Ajal. 

## Toponimia
Teyen históricamente también ha recibido las transcripciones de Tedzhen, Tejend o Tejent. El significado de tejen no está claro pero Atanyyazov explicó:
...El significado de este nombre antiguo no está claro... Barthold notó que este nombre también se usaba en la forma de Tuzhen en los siglos X-XI... Vambery lo derivó de las palabras tei-e hend (tei- e kent, tei es "abajo" y kent es "pueblo", "ciudad") y derivado de "aguas abajo de la ciudad", "aguas abajo de la ciudad" o "aguas abajo del río". Escribe que puede han entendido el significado de la palabra como "ciudad en el desierto"... se menciona el nombre de la aldea a lo largo del río Gerrud... Este nombre también significa "el pie de la ciudad"... Como bien señala Barthold , este nombre no es el nombre del primer río, sino el nombre del condado, aldea o tierra, ya que el río mismo está en sus tramos superiores Hererrud (Herat-rud, es decir, el río Herat), y debajo Sarajs es Khushk-rud, es decir, era conocido como el "río sin agua"... En persa jushk significa "seco", "sudario", rud - "río". Este nombre es un signo característico del río, es decir , se asocia con el corte de su agua en el verano.

## Geografía
El desierto de Karakum y el río Hari están próximos a Teyen, que en Turkmenistán es conocido como el río Tejen. Aquí está el oasis más grande de toda la provincia. Teyen está 60 kilómetros al norte de la frontera con Irán.
Los registros históricos indican que el tigre del Caspio se encontró en esta región.

## Historia
En 1883 fue ocupada por el general Komarov durante la conquista rusa de Turkestán. Desde 1884 a 1925, Teyen fue el centro del uyezd homónimo del Imperio ruso.
En 1916, cuando los turcomanos participaron en una revuelta contra los rusos, Teyen era un hervidero de actividad revolucionaria.
Durante el dominio soviético, el nombre de la ciudad se transcribió su nombre como Tedjen. 
Desde la independencia de Turkmenistán, el nombre de la ciudad, que ha conservado su nombre, a menudo se transcribe como Teyen en castellano.

## Demografía
| 382                                    | 9337 | 16 117 | 25 708 | 31 822 | 40 149 | 49 300 | 77 024 |
| (Fuente: Censo soviético de 1959-1989) |      |        |        |        |        |        |        |

## Economía
Teyen es conocido por su producción de melones y contiene numerosas fábricas textiles. Aquí también hay una fábrica de carbamida (urea), de un valor estimado es 240 millones de dólares, inaugurada el 18 de marzo de 2005 y con una capacidad de diseño de 350.000 toneladas de urea por año. También es conocida por sus estupefacientes, que se conocen localmente como "té de Teyen".

## Infraestructura

### Arquitectura, monumentos y lugares de interés
La ciudad contiene la mezquita Charman Ahun y el Hotel Teyen. Hay también una prisión en Teyen.

### Transporte
Teyen se encuentra en la autopista M37, y la autopista P-7 conduce al sur desde Teyen a Sarajs y luego a Irán. También es parada del Ferrocarril Trans-Caspio y así mismo, en la década de 1990 se abrió una nueva línea a Mashhad (Irán) a través de Sarajs, en Irán.